# Ich bin Legende
Ich bin Legende, auch Ich, der letzte Mensch (Original: I Am Legend), ist ein 1954 erschienener Science-Fiction-Horror-Roman des amerikanischen Schriftstellers Richard Matheson. Er ist das Erstlingswerk des Autors. 

## Handlung
Die Handlung umfasst einen Zeitraum von drei Jahren (1976 bis 1979) in einem damals zukünftigen Los Angeles. Durch eine von Moskitos übertragene Seuche scheinen alle Menschen der Welt gestorben und als Vampire wiederauferstanden zu sein. Nur Robert Neville hat überlebt und ist gegen die Seuche immun. Er führt das auf einen Vorfall während seiner Militärzeit zurück, bei dem er von einer infizierten Fledermaus gebissen wurde.
Robert hat sein Haus zu einer Festung ausgebaut, die nachts stets von Vampiren belagert wird. Am Tag verlässt er bewaffnet sein sicheres Haus, um Kerzen, Benzin und Nahrung aufzutreiben, und tötet die schlafenden Vampire. In der Nacht tauchen Vampire vor seinem Haus auf, gegen die sich Neville nur mit hölzernen Pfählen und selbstgepflanztem Knoblauch verteidigen kann, da die Vampire durch Kugeln nicht getötet werden können. Zudem muss er die psychische Folter des Vampirführers, seines ehemaligen Nachbarn, aushalten, der ihn ständig dazu auffordert, sein Haus zu verlassen. Um nicht verrückt zu werden, trinkt er viel, allgemein sind sein Haus und er ziemlich verwahrlost.
Um sich zu beschäftigen, führt er an getöteten Vampiren Tests durch, um Näheres über die Krankheit und eine mögliche Heilung herauszufinden. Dabei muss er sich zunächst autodidaktisch alles Notwendige beibringen. Robert entdeckt, dass sie durch ein Bakterium im Blutstrom ausgelöst wird, welches mit den Vampiren bei genügender Blutzufuhr symbiotisch lebt, aber durch Kontakt mit Sauerstoff parasitär wirkt und zum Tod der Kreaturen führt. Er erkennt, dass nicht der Pfahl durch das Herz die Wesen tötet, sondern die Luft, die in den Blutkreislauf eindringt. In seiner Forschung findet er eine neue Aufgabe und fasst wieder Lebensmut.
Als er entdeckt, dass ein Hund in der Nachbarschaft überlebt hat, versucht er, dessen Vertrauen zu erlangen. Dies gelingt jedoch nur teilweise. Als Robert bemerkt, dass der Hund verletzt ist, fängt er ihn ein und versucht, ihn zu behandeln. Der Hund stirbt jedoch bald darauf. Robert stürzt dadurch in eine tiefe Sinnkrise.
Doch nicht alle Menschen sind der Seuche zum Opfer gefallen. Eines Tages trifft er auf eine junge Frau, die ebenfalls im Sonnenlicht wandeln kann, und nimmt sie mit in sein Haus. Nach anfänglichem Misstrauen entwickelt er eine Zuneigung zu ihr, die sie anscheinend erwidert. Er erzählt ihr alles, was er über die Seuche herausgefunden hat. Als er jedoch entdeckt, dass sie ebenfalls infiziert ist, schlägt sie ihn nieder. In einem Brief enthüllt sie ihm, dass einige von ihnen es geschafft haben, eine Pille zu entwickeln, die sie trotz Infektion am Leben erhält. Sie nennen sich selbst „lebende Vampire“ (im Gegensatz zu den „toten Vampiren“). Sie sind nicht immun gegen die Seuche wie Neville, leben aber dennoch und können sogar im Sonnenlicht existieren. Sie wurde als Spionin zu ihm geschickt, für diese Aufgabe meldete sie sich freiwillig, da er ihren Mann tötete, der als Vampir vor Roberts Haus war. Die Frau rät ihm, sein Haus zu verlassen und in die Berge zu flüchten, da die Angehörigen ihrer Art bald kommen werden, um ihn zu holen. Ihre Artgenossen sehen Neville als Monster an, da er Vampiren, um Pflöcke zu sparen, die Pulsadern aufschlitzte, nachdem er herausfand, dass das effektiver ist. Diese Methode sehen sie als unnötige Grausamkeit eines Eindringlings an. Er entscheidet sich gegen eine Flucht. Robert sieht vom Fenster aus, wie die „lebenden Vampire“ ihre toten Artgenossen niedermetzeln. In Panik eröffnet er dann das Feuer auf die eindringenden Vampire, wird anschließend aber von ihnen schwer verletzt. Die „lebenden Vampire“ rotten die „toten Vampire“ endgültig aus, und eine neue Gesellschaft entsteht.
Als Neville schwer verletzt in einem Haus, einer Zelle, aufwacht, überreicht ihm die Frau eine Pille, die er schlucken soll, bevor er öffentlich hingerichtet wird. Sie ist eine in der Hierarchie der neuen Gesellschaft oben angesiedelte Persönlichkeit und konnte daher die Pille mit in die Zelle schmuggeln. Sie erklärt ihm, dass er für die Vampire ein abnormes Monster ist, vor dem sie sich fürchten, weil sie es nicht verstehen.
Denn sie haben gelernt, mit der Erkrankung zu leben, und er ist ein Mythos, der diejenigen getötet hat, die sie geliebt haben. Er ist für sie das, was die Vampire früher für die Menschheit waren: ein Übel, das vernichtet werden muss. Als letzte Handlung schluckt er die ihm übergebenen Pillen, setzt ein Lächeln auf und stirbt. Der Roman endet mit der titelgebenden Zeile: Ich bin Legende.

## Wirkung
Der Roman, der Science-Fiction- und Horrorelemente des Vampirromans vereint, wurde ein großer Erfolg. Matheson befreit den Vampirismus von seiner ursprünglichen, mythischen Bedeutung und macht ihn zu einer „Krankheit“.
Der amerikanische Horrorschriftsteller Stephen King ließ sich von „Ich bin Legende“ zu seinem zweiten Roman „Brennen muss Salem“ inspirieren.
Der amerikanische Regisseur George A. Romero nannte das Buch eine wesentliche Inspiration zu seinem Film Die Nacht der lebenden Toten.

## Rezensionen
In seiner Rezension auf SF-Fan.de beschreibt Florian Breitsameter Ich bin Legende als einen untypischen Vampirroman, der sich deutlich von klassischen Horrorwerken abhebe. Statt auf blutige Schockeffekte zu setzen, präsentiere Matheson eine wissenschaftlich fundierte Erklärung für den Vampirismus und verorte das Werk klar im Science-Fiction-Genre. Die Hauptfigur werde nicht als heroischer Vampirjäger dargestellt, sondern als ein von Einsamkeit und Trauer gezeichneter Überlebender. Sein täglicher Kampf gegen die Untoten werde weniger durch Angst als durch psychischen Druck und Isolation geprägt. Besonders hervorzuheben sei eine Szene, in der Neville versucht, einen kleinen Hund zu retten – ein Moment, der laut Breitsameter emotional bewegender sei als die nächtlichen Angriffe der Vampire. Matheson gelinge es, den Vampirmythos zu entmystifizieren, ohne dabei die Spannung zu mindern. Der Roman spielt in den Jahren 1976 bis 1979 und zeichne ein bedrückendes Bild einer postapokalyptischen Welt, in der Neville zunehmend seine Menschlichkeit verliere und selbst zur Legende werde.
Die Rezension von Michael Matzer auf Buchwurm.org hebt hervor, dass Richard Matheson mit Ich bin Legende den Vampirmythos neu interpretiere, indem er ihn wissenschaftlich erkläre und in einen postapokalyptischen Kontext stelle. Der Protagonist Robert Neville werde als letzter Mensch auf Erden dargestellt, der nicht nur gegen Vampire kämpfe, sondern auch mit Einsamkeit, Schuldgefühlen und psychischen Belastungen ringe. Matheson gelinge es, klassische Vampirmerkmale wie Sonnenlichtempfindlichkeit und Angst vor Kreuzen rational zu begründen, ohne die Spannung zu mindern. Besonders betont wird die emotionale Tiefe des Romans, etwa in der Szene, in der Neville versucht, einen streunenden Hund zu retten – ein Moment, der seine Sehnsucht nach Gesellschaft und Normalität verdeutliche. Die Rezension lobt zudem die narrative Struktur des Romans, der ohne überflüssige Abschweifungen auskomme und durch Rückblenden die Vorgeschichte der Katastrophe vermittle. Mathesons Stil wird als prägnant und wirkungsvoll beschrieben, wobei er es verstehe, komplexe psychologische Themen in einer klaren Sprache zu vermitteln. Abschließend wird Ich bin Legende als ein bedeutendes Werk der modernen Phantastik gewürdigt, das nicht nur das Vampirgenre beeinflusst habe, sondern auch als Inspiration für zahlreiche Autoren und Filmemacher diente.

## Verfilmungen
Der Roman wurde erstmals 1964 als Ich bin Legende – The Last Man on Earth mit Vincent Price in der Hauptrolle verfilmt. Allerdings wurde der Name der Hauptfigur von Neville auf Morgan geändert.
1971 diente der Roman als Vorlage für den Film Der Omega-Mann mit Charlton Heston in der Hauptrolle.
Eine neue Verfilmung des Romans stand Jahre im Raum, aber das Projekt wurde immer wieder zurückgestellt. Zunächst sollte Ridley Scott Regie führen und Arnold Schwarzenegger die Hauptrolle spielen, zeitweise war auch Michael Bay als Regisseur vorgesehen, aber diese Projekte kamen nicht über das Planungsstadium hinaus. 
2007 kam die Neuverfilmung I Am Legend in die Kinos, in der Will Smith die Hauptrolle spielte und Francis Lawrence Regie führte.
Im Zuge des Remakes produzierte die auf Mockbuster spezialisierte US-Produktionsfirma The Asylum den an den Roman angelehnten Film I Am Omega mit Mark Dacascos in der Hauptrolle.
Abweichend von der Vorlage wird in allen Filmen der Protagonist als ausgebildeter Wissenschaftler dargestellt, in den ersten drei Adaptionen erforscht und findet er eine Therapie, die er auch weitergibt.